# Verfassungsreferendum in Obervolta 1977
Das Verfassungsreferendum in der Republik Obervolta wurde am 27. November 1977 abgehalten. Es folgte einem Militärputsch im Jahre 1974 und sollte die Mehrparteiendemokratie wiederherstellen.
Die neue Verfassung behielt das präsidiale Regierungssystem bei und begrenzte die Zahl der politischen Parteien auf drei – die drei wählerstärksten Parteien in der anstehenden vierten Parlamentswahl würden ihre Zulassung behalten, andere Parteien würden ausgeschlossen werden. Die neue Verfassung wurde bei einer Wahlbeteiligung von 71,6 % von 98,7 % der Wähler angenommen.

## Ergebnisse
| Option                      | Stimmen   | Anteil  |
| --------------------------- | --------- | ------- |
| Dafür                       | 1.927.691 | 98,70 % |
| Dagegen                     | 25.278    | 1,30 %  |
| Ungültige/leere Stimmzettel | 1.446     | -       |
| Gesamt                      | 1.972.077 | 100 %   |